# تراسویل (آلاباما)
تراسویل (به انگلیسی: Trussville) شهرکی در شهرستان سینت کلیر ایالت آلاباما است که مساحت آن ۸۶٫۵۲ کیلومترمربع است و در سرشماری سال ۲۰۱۰ میلادی، ۱۹٬۹۳۳ نفر جمعیت داشته و تراکم جمعیتی آن، ۲۳۰٫۳۹ نفر در کیلومترمربع بوده است.